# Provincia Luapula, Zambia
Provincia Luapula este o unitate administrativă de gradul I a Zambiei situată în partea nord-estică a statului. Reședința provinciei este orașul Mansa.

## Districte
Provincia Luapula se subdivide, la rândul ei, în 12 districte:
| - Chembe - Chiengi - Chifunabuli - Chipili - Kawambwa - Lunga - Mansa - Milenge - Mwanzakombe - Mwense - Nchelenge - Samfya |